# Penvins
Penvins est un village de la commune de Sarzeau (Morbihan).

## Géographie
Situé au sud-est de la commune, sur le littoral sud de la presqu'île de Rhuys, Penvins est composé de deux petits centres anciens : Penvins proprement dit et La Grée-Penvins, à l'entrée de la pointe de Penvins. Ces deux noyaux d'origine sont aujourd'hui au cœur d'une agglomération résidentielle (essentiellement de villégiature) qui s'étend sur 2 km du nord au sud et sur 1,2 km d'est en ouest. Le village est distant d'environ 7,5 km du bourg de Sarzeau.
La pointe de Penvins partage la côte en deux plages sableuses : la plage de Landrezac (ou grande plage de Penvins) et la petite plage de Penvins.

### Géographie humaine
Penvins fait partie de la trève de Saint-Démètre, qui regroupe aussi le village de Banastère.
Le village dispose d'une mairie annexe. Autrefois, on y trouvait également une école primaire.

## Économie
Penvins était jadis un village rural. Son économie repose aujourd'hui presque exclusivement sur le tourisme. L'ouverture du camping de la Madone, en 1955, au manoir de Ker an poul, a lancé l'industrie touristique dans la presqu'île de Rhuys. Un autre camping s'est établi plus récemment à La Grée-Penvins.

## Lieux et monuments

### Monuments
- Chapelle Notre-Dame-de-la-Côte
- Manoir de Ker an poul

### Lieux
- Pointe de Penvins
- Plage de Landrezac (ou grande plage de Penvins)

## Galerie

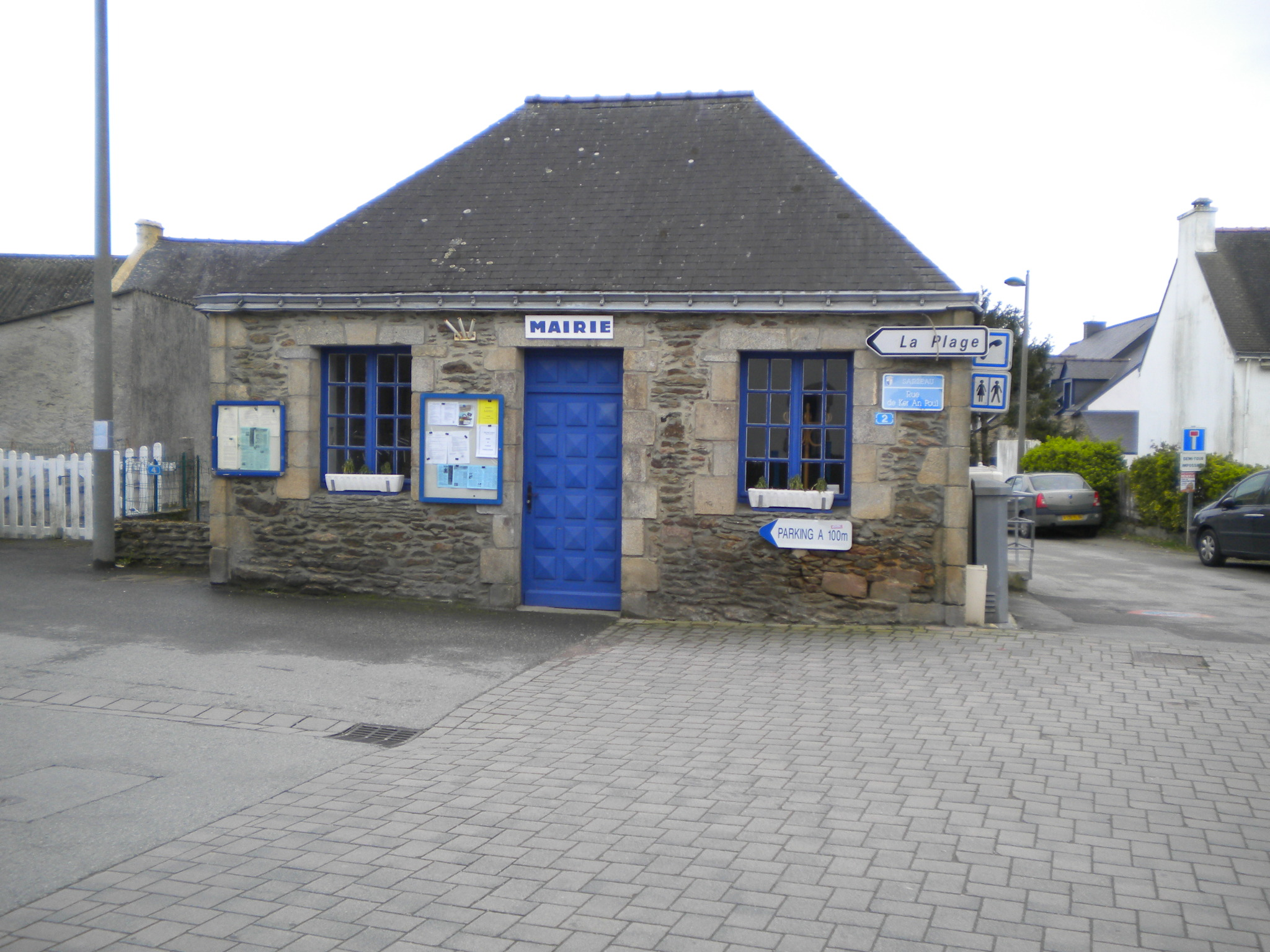
Annexe de la mairie de Sarzeau se trouvant à Penvins
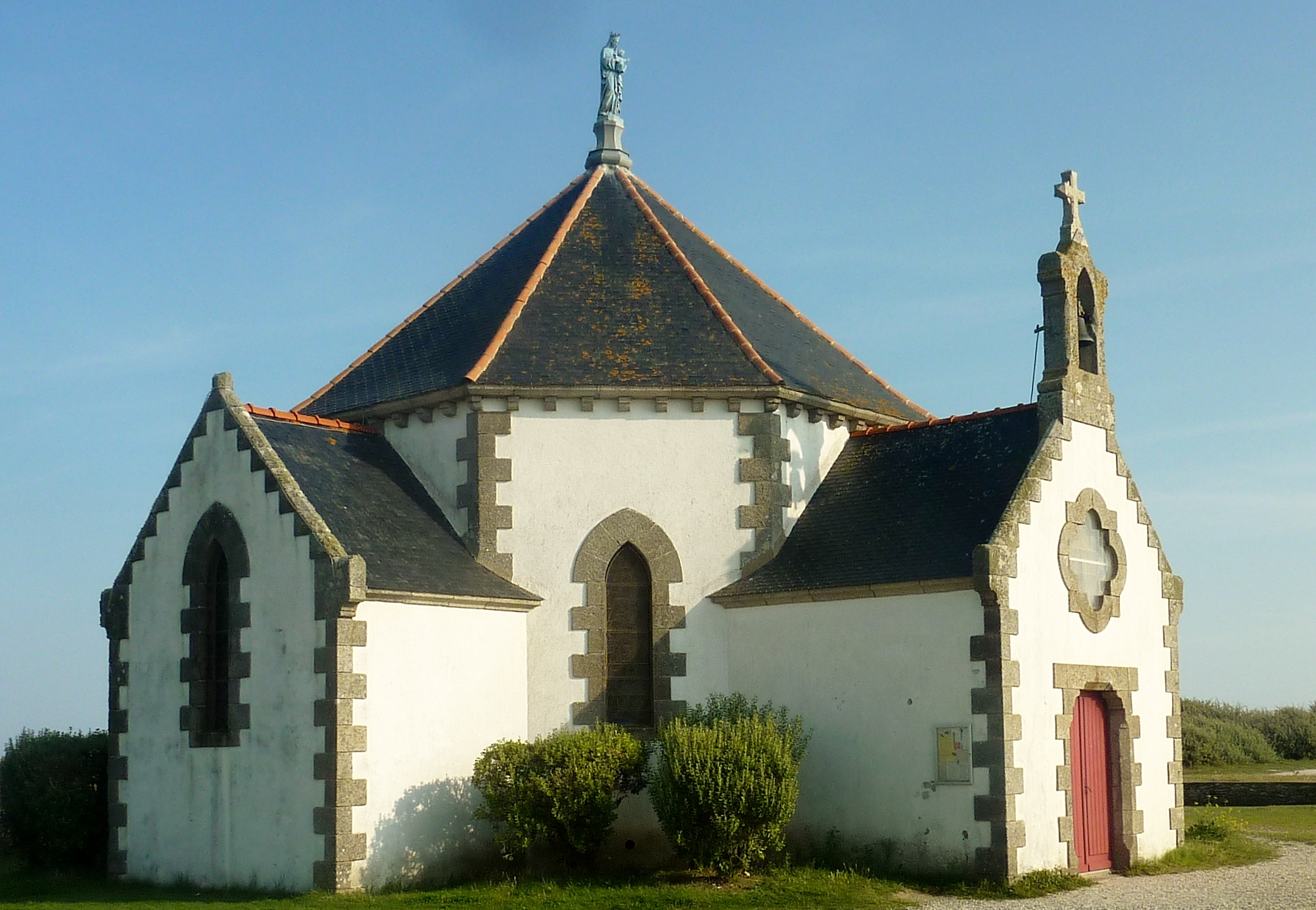
La Chapelle Notre-Dame de la Côte.
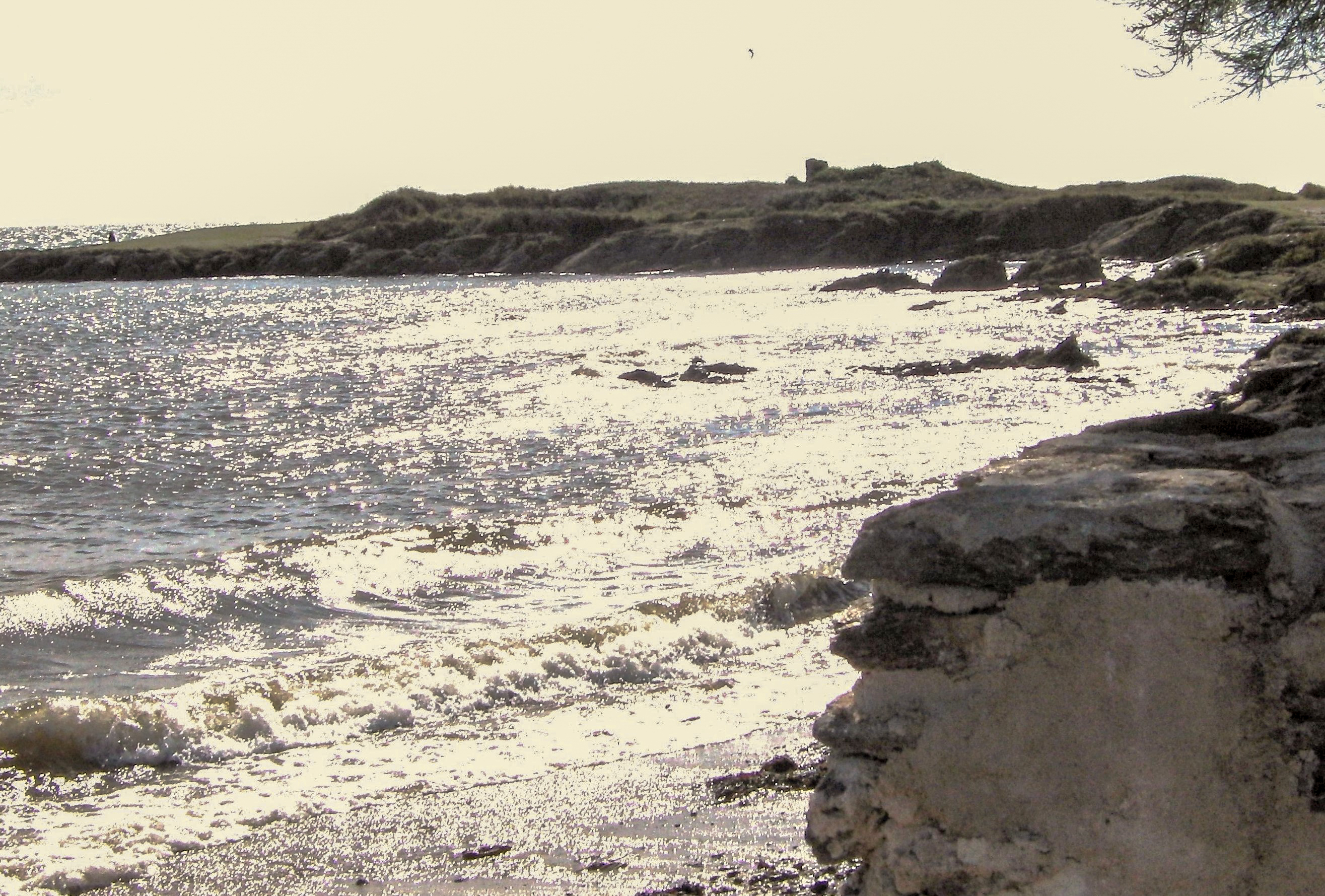
La Pointe de Penvins.